# Diócesis de Assis
La diócesis de Assis (en latín: Dioecesis Assisen(sis) y en portugués: Diocese de Assis) es una circunscripción eclesiástica latina de la Iglesia católica en Brasil, sufragánea de la arquidiócesis de Botucatu. La diócesis tiene al obispo Argemiro de Azevedo, C.M.F. como su ordinario desde el 14 de diciembre de 2016. 

## Territorio y organización
La diócesis tiene 31 412 km² y extiende su jurisdicción sobre los fieles católicos de rito latino residentes en 18 municipios del estado de São Paulo: Assis, Borá, Cândido Mota, Cruzália, Echaporã, Florínea, Iepê, João Ramalho, Lutécia, Maracaí, Oscar Bressane, Palmital, Paraguaçu Paulista, Pedrinhas Paulista, Platina, Quatá, Rancharia y Tarumã.
La sede de la diócesis se encuentra en la ciudad de Assis en donde se halla la Catedral del Sagrado Corazón de Jesús y la basílica menor de San Vicente de Paúl.
En 2020 en la diócesis existían 28 parroquias agrupadas en 4 regiones pastorales.

## Historia
La diócesis fue erigida el 30 de noviembre de 1928 con la bula Sollicitudo universalis del papa Pío XI, obteniendo el territorio de la diócesis de Botucatu (hoy arquidiócesis).
El 4 de septiembre de 1954, con la carta apostólica In gravi saeculo, el papa Pío XII proclamó a san Francisco de Asís como santo patrón de la diócesis.
Originalmente sufragánea de la arquidiócesis de San Pablo, el 19 de abril de 1958 pasó a formar parte de la provincia eclesiástica de la arquidiócesis de Botucatu.
El 16 de enero de 1960 cedió porciones de su territorio para la erección de la diócesis de Presidente Prudente mediante la bula Cum venerabilis del papa Juan XXIII. El 11 de abril de 1983, en virtud del decreto Concrediti gregis de la Congregación para los Obispos, cedió también el municipio de Martinópolis a la misma diócesis.
El 30 de diciembre de 1998 cedió otra porción de su territorio para la erección de la diócesis de Ourinhos mediante la bula Ad aptius consulendum del papa Juan Pablo II.

## Estadísticas
De acuerdo al Anuario Pontificio 2021 la diócesis tenía a fines de 2020 un total de 278 000 fieles bautizados.
| Año                                                                             | Población            | Población | Población      | Sacerdotes | Sacerdotes    | Sacerdotes    | Bautizados por sacerdote | Diáconos permanentes | Religiosos | Religiosos | Parroquias |
| Año                                                                             | Bautizados católicos | Total     | % de católicos | Total      | Clero secular | Clero regular | Bautizados por sacerdote | Diáconos permanentes | Varones    | Mujeres    | Parroquias |
| ------------------------------------------------------------------------------- | -------------------- | --------- | -------------- | ---------- | ------------- | ------------- | ------------------------ | -------------------- | ---------- | ---------- | ---------- |
| 1950                                                                            | 600 000              | 630 000   | 95.2           | 39         | 15            | 24            | 15 384                   |                      | 10         | 52         | 33         |
| 1959                                                                            | 600 000              | 630 000   | 95.2           | 61         | 16            | 45            | 9836                     |                      | 45         | 88         | 38         |
| 1966                                                                            | 320 000              | 350 000   | 91.4           | 43         | 10            | 33            | 7441                     |                      | 21         | 74         | 23         |
| 1970                                                                            | 270 000              | 300 000   | 90.0           | 43         | 10            | 33            | 6279                     |                      | 37         | 97         | 27         |
| 1976                                                                            | 270 000              | 320 000   | 84.4           | 37         | 13            | 24            | 7297                     |                      | 30         | 75         | 33         |
| 1990                                                                            | 395 000              | 440 000   | 89.8           | 34         | 18            | 16            | 11 617                   |                      | 16         | 76         | 32         |
| 2000                                                                            | 230 071              | 279 699   | 82.3           | 39         | 26            | 13            | 5899                     |                      | 13         | 54         | 25         |
| 2002                                                                            | 223 000              | 289 194   | 77.1           | 37         | 24            | 13            | 6027                     |                      | 24         | 51         | 25         |
| 2004                                                                            | 245 000              | 289 194   | 84.7           | 40         | 24            | 16            | 6125                     |                      | 27         | 39         | 25         |
| 2006                                                                            | 252 000              | 296 000   | 85.1           | 33         | 19            | 14            | 7636                     |                      | 27         | 36         | 25         |
| 2012                                                                            | 267 000              | 314 000   | 85.0           | 45         | 35            | 10            | 5933                     |                      | 21         | 23         | 25         |
| 2015                                                                            | 273 000              | 311 000   | 87.8           | 43         | 34            | 9             | 6348                     |                      | 9          | 26         | 26         |
| 2018                                                                            | 275 100              | 313 401   | 87.8           | 47         | 35            | 12            | 5853                     |                      | 12         | 21         | 26         |
| 2020                                                                            | 278 000              | 316 800   | 87.8           | 42         | 32            | 10            | 6619                     |                      | 11         | 29         | 28         |
| Fuente: Catholic-Hierarchy, que a su vez toma los datos del Anuario Pontificio. |                      |           |                |            |               |               |                          |                      |            |            |            |

## Episcopologio
- Antônio José dos Santos, C.M. † (22 de noviembre de 1929-1 de febrero de 1956 falleció)
- José Lázaro Neves, C.M. † (1 de febrero de 1956 por sucesión-20 de julio de 1977 retirado)
- Antônio de Souza, C.S.S. (20 de julio de 1977 por sucesión-27 de octubre de 2004 retirado)
- Maurício Grotto de Camargo (27 de octubre de 2004 por sucesión-19 de noviembre de 2008 nombrado arzobispo de Botucatu)
- José Benedito Simão † (24 de junio de 2009-27 de noviembre de 2015 falleció)
- Argemiro de Azevedo, C.M.F., desde el 14 de diciembre de 2016